# Муктагачха
Муктагачха (бенг. মুক্তাগাছা, англ. Muktagachha) — город и муниципалитет на севере Бангладеш, административный центр одноимённого подокруга. Муниципалитет был основан в 1875 году. Площадь города равна 7,28 км². По данным переписи 2001 года, в городе проживало 37 043 человека, из которых мужчины составляли 50,63 %, женщины — соответственно 49,37 %. Плотность населения равнялась 5088 чел. на 1 км². Уровень грамотности населения составлял 45,93 % (при среднем по Бангладеш показателе 43,1 %). 